# Come va
Come va è un singolo della cantante italiana Margherita Vicario, pubblicato il 23 aprile 2021 dall'etichetta Island Records.

## Video musicale
Il videoclip del brano, diretto da Francesco Coppola, è stato pubblicato contestualmente all'uscita del singolo sul canale YouTube della cantante.

## Tracce
Testi di Margherita Vicario, musiche di Dade.
1. Come va – 2:42